# Kotanakal, Hadagalli
Kotanakal là một làng thuộc tehsil Hadagalli, huyện Bellary, bang Karnataka, Ấn Độ.